# Shropshire
Pour les articles homonymes, voir Shropshire (fromage) et Shropshire (race ovine).
 (avril 2018).
Si vous disposez d'ouvrages ou d'articles de référence ou si vous connaissez des sites web de qualité traitant du thème abordé ici, merci de compléter l'article en donnant les références utiles à sa vérifiabilité et en les liant à la section « Notes et références ».
Shropshire /ˈʃɹɒpʃə(ɹ)/ (aussi appelé Salop ou dans sa forme abrégée Shrops) est un comté anglais des West Midlands, région d’Angleterre. Il portait le nom anglo-normand de comté de Salopesberie d'où l’abréviation de Salop.
Le chef-lieu est Shrewsbury, bien que la ville nouvelle de Telford soit la ville la plus peuplée. Le comté recense plusieurs sites industriels historiques importants dont la région de l'Ironbridge Gorge (littéralement « gorge du pont en fer »), connue comme le lieu de naissance de la révolution industrielle. Les gorges de l'Ironbridge sont listées au patrimoine mondial de l’Unesco, incluant Ironbridge, Coalbrookdale et une partie de Madeley.
Avec une population de 473 900 habitants, le Shropshire est l'un des comtés les plus ruraux d'Angleterre. En 2009, ses subdivisions ont été supprimées et il est désormais administré par une autorité unitaire, le Shropshire Council.
Les collines du Shropshire, classées Area of Outstanding Natural Beauty (Zone de remarquable beauté naturelle), couvrent un quart du comté, principalement au sud. La colline du Wrekin est un des plus fameux repères visuels naturels du comté, bien que les plus hautes soient les Clee Hills, Stiperstones et Long Mynd. Wenlock Edge est un autre fameux lieu géographique et géologique. La rivière Severn, la plus longue de Grande-Bretagne, parcourt le comté.
Shropshire est également le nom d'un fromage et d'une race de moutons.

## Divisions et environs
Jusqu'en 2009, le Shropshire était administré par le conseil de comté (County Council) et divisé en 5 districts non-métropolitains : North Shropshire, Oswestry, Shrewsbury et Atcham, South Shropshire et Bridgnorth. En 2009, le comté est réformé et devient administré par le Shropshire Council, une autorité unitaire. Telford et Wrekin conserve son statut d'entité à organe politique unique qui fait partie du comté pour plusieurs fonctions telles que Lord Lieutenant mais ne dépend pas de l'autorité du Shropshire Council. Oswestry, Shrewsbury et Atcham et Telford et Wrekin ont le statut de boroughs. Le comté cérémonial, incluant Telford et Wrekin, borde Cheshire, Staffordshire, Worcestershire, Herefordshire et les comtés préservés gallois de Powys et de Clwyd.
La frontière avec le pays de Galles a été définie au XVIe siècle.

## Réforme locale du gouvernement
En 2006, un livre blanc du gouvernement local a soutenu des propositions pour la mise en place de nouvelles autorités unitaires dans certaines régions d'Angleterre. Les comtés non-métropolitains ayant une faible population, comme Cornouailles, Northumberland et Shropshire, sont favorisés par le gouvernement pour être couverts par les autorités unitaires d'une manière ou d'une autre (le comté peut soit devenir une seule autorité unitaire, soit être partagé en plusieurs autorités unitaires). Il est prévu que les régions d'autorité unitaire à l'intérieur des frontières de ces comtés cérémoniaux (comme Telford et Wrekin dans le Shropshire) ne soient pas affectées et qu'il n'y ait pas de changement de frontières.
Le Conseil de Comté du Shropshire, soutenu par le Conseil de District du Shropshire Sud et le Conseil de la Commune d'Oswestry, suggèrent alors que le Comté non-métropolitain du Shropshire devienne une seule autorité unitaire – c'est-à-dire que les Conseils de district et de communes soient abolis – ce qui permettrait selon eux d'économiser des fonds et de gagner plus de prééminence au niveau national . Le processus serait semblable à celui de l'île de Wight au début des années 1990, quand ses districts furent abolis, laissant une autorité unitaire de Comté. Le comté cérémonial du Shropshire consisterait alors en deux autorités unitaires : Telford et Wrekin et Shropshire. Malgré l'opposition des districts de Shewsbury et Atcham, du Shropshire Nord et de Bridgnorth, qui critiquent la perte d'un pouvoir local, le nouveau statut est adopté en 2009.

## Histoire
La région maintenant appelée Shropshire a été rattachée à la Mercie au VIIIe siècle par le roi Offa, qui ordonna la construction de deux importants murs de terre pour protéger son territoire des Gallois, ou du moins le démarquer. Dans les siècles qui suivirent, la région subit des invasions danoises répétées et des forteresses ont été construites à Bridgnorth et Chirbury.
Après la conquête normande en 1066 de nombreuses propriétés ont été données à des Normands, dont Roger II de Montgommery qui a ordonné la construction d'importants édifices, spécialement à Shrewsbury, la ville dont il était le comte. De nombreux châteaux à but défensif, dont ceux de Ludlow et Shrewsbury, ont été construits à cette époque pour se défendre des Gallois et permettre un contrôle effectif de la région. Durant cette période ont aussi été formée de nombreuses infrastructures religieuses, le comté étant majoritairement dans le diocèse de Hereford ainsi que ceux de Coventry et de Lichfield. Quelques parties du comté seront plus tard dans le diocèse de St Asaph avant qu'il cesse d'exister en 1920.
Le comté était au centre des Welsh Marches à l'époque médiévale et était souvent entrainé dans des luttes de pouvoir entre les seigneurs des Marches (Marcher Lords), les comtes de March et les souverains successifs.
Le comté contient aussi un grand nombre de villes importantes telles que Shrewsbury, Ludlow et Oswestry. De plus la zone autour de Coalbrookdale dans le comté est considérée comme importante du fait qu'elle est considérée comme le lieu de naissance de la révolution industrielle. Le village d'Edgmond est le lieu où la plus basse température a été jamais enregistrée en Angleterre et au pays de Galles.
Les frontières actuelles du comté sont les mêmes que les frontières historiques à part certaines enclaves et d'autres altérations mineures le long des frontières avec l'Herefordshire et le Worcestershire. La plus grande partie de territoire perdue était Halesowen qui devint part du Worcestershire en 1844, et la plus grande partie rattachée était Farlow, du Herefordshire, dans le sud du Shropshire, transférée au Shropshire en 1844 aussi.

## Géographie
Le Shropshire peut être divisé en deux parties distinctes, le nord et le sud. Le comté a une géologie très variée.

### Shropshire du Nord

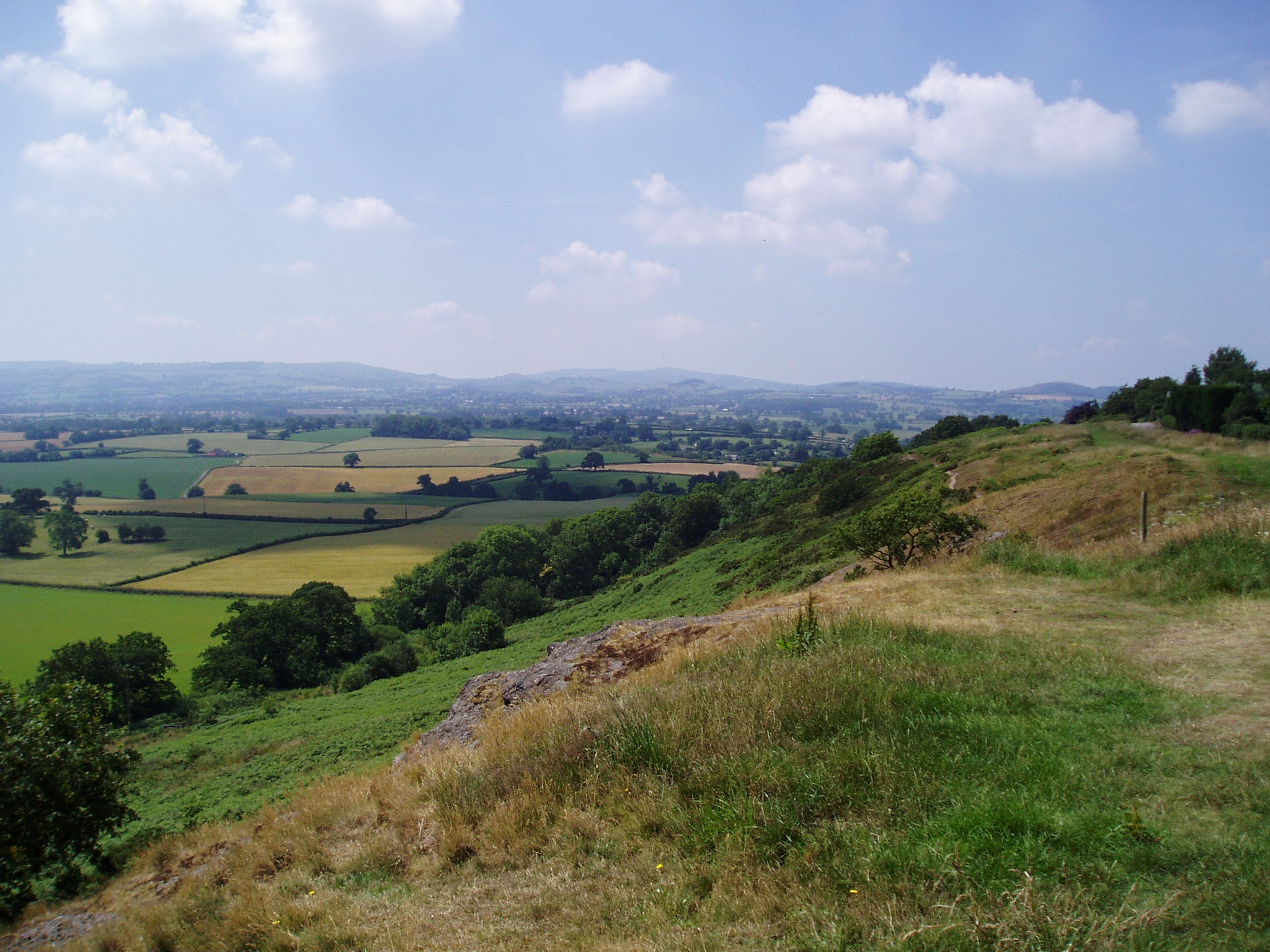
La campagne du mid-Shropshire.

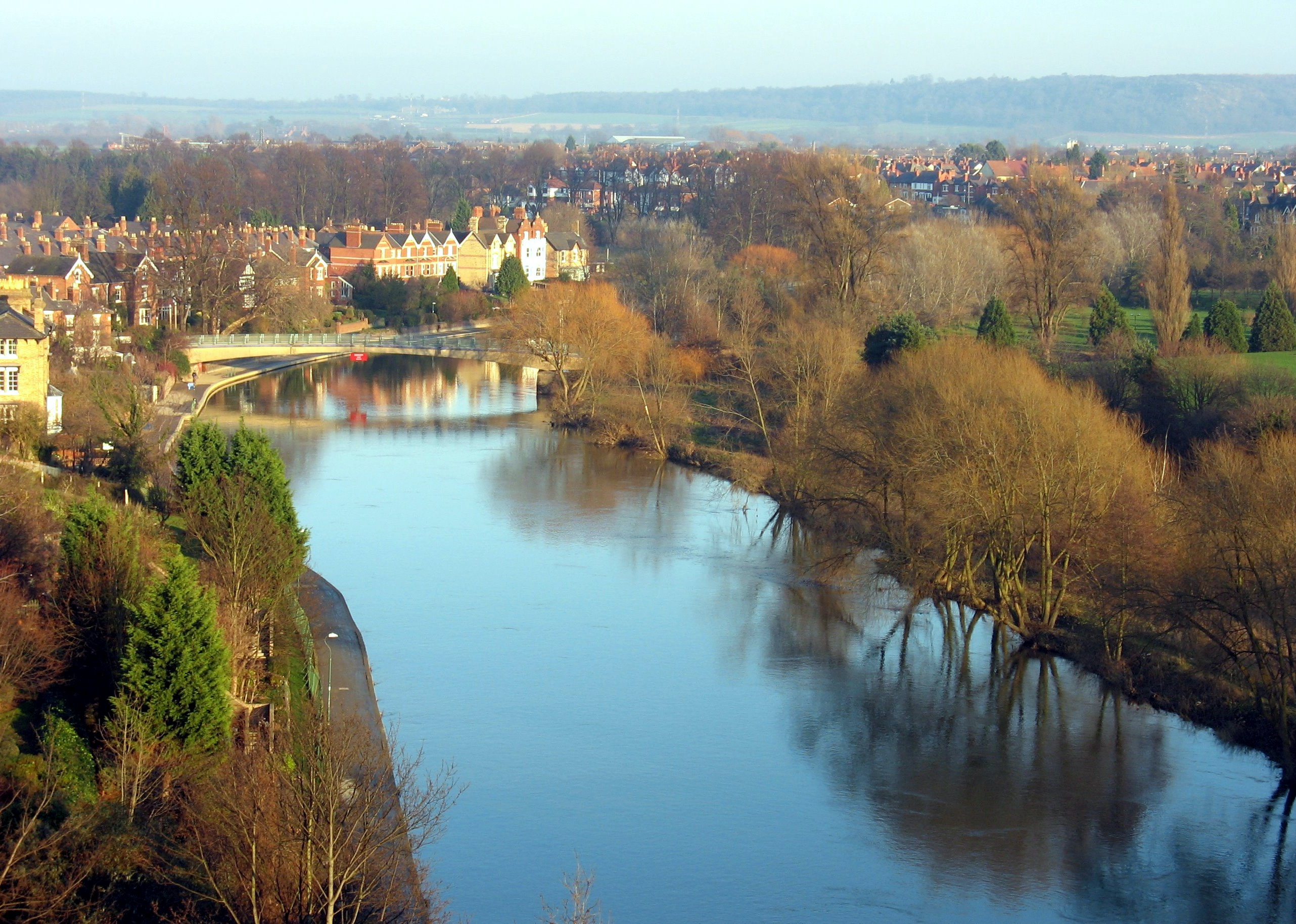
La rivière Severn est la principale voie navigable du comté.

Le Shropshire du nord est composé des districts d'Oswestry, North Shropshire, Shrewsbury & Atcham borough et le borough de Telford & Wrekin.
La plaine du North Shropshire est une extension de la plane et fertile plaine de Cheshire. C'est ici que la plupart des grandes villes du comté, ainsi que la majorité de la population, se trouvent. Shrewsbury au centre, Oswestry au nord-est, Whitchurch au nord, Market Drayton au nord-est et Newport ainsi que la conurbation de Telford (Telford, Wellington, Oakengates, Donnington et Shifnal) à l'est. Le terrain est fertile et l'agriculture reste déterminante pour le paysage et l'économie. La rivière Severn court à travers la moitié basse de cette région (venant du Pays de Galles, à l'ouest, courant vers l'est), traverse Shrewsbury puis les gorges d'Ironbridge avant d'aller vers le sud à Bridgnorth.
Le territoire autour d'Oswetry est plus accidenté, la moitié ouest est au-dessus d'une prolongation du bassin houiller de Wrexham, il y a aussi des dépôts de cuivre à la frontière du Pays de Galles. L'exploitation de granulats de pierre et de sable est encore en activité dans le North Shropshire, notamment dans la colline Haugmond, près de la colline Bayston et autour du village de Condover. Le plomb était aussi exploité à Snailbeach et les Stiperstones, mais l'activité a cessé. D'autres activités  primaires, telles que la foresterie et la pêche, sont aussi pratiquées.
La route principale A5 et l'autoroute M54 vont de Wolverhampton (à l'Est du comté), passe à Telford, puis près de Shrewsbury parallèlement à la ligne Watling Street, une ancienne route économique. L’A5 tourne vers le nord-ouest pour aller sur Owestry, avant d'aller au nord dans le Pays de Galles dans la région de Wrexham. C'est une importante artère et le corridor est l'emplacement où l'on trouve la plupart des industries et activités commerciales du Shropshire. Il y a aussi quelques lignes de train traversant le comté se rassemblant à Shrewsbury. Au sud-ouest de Telford, près de la gorge de l'Ironbridge se trouve la centrale électrique d'Ironbridge.

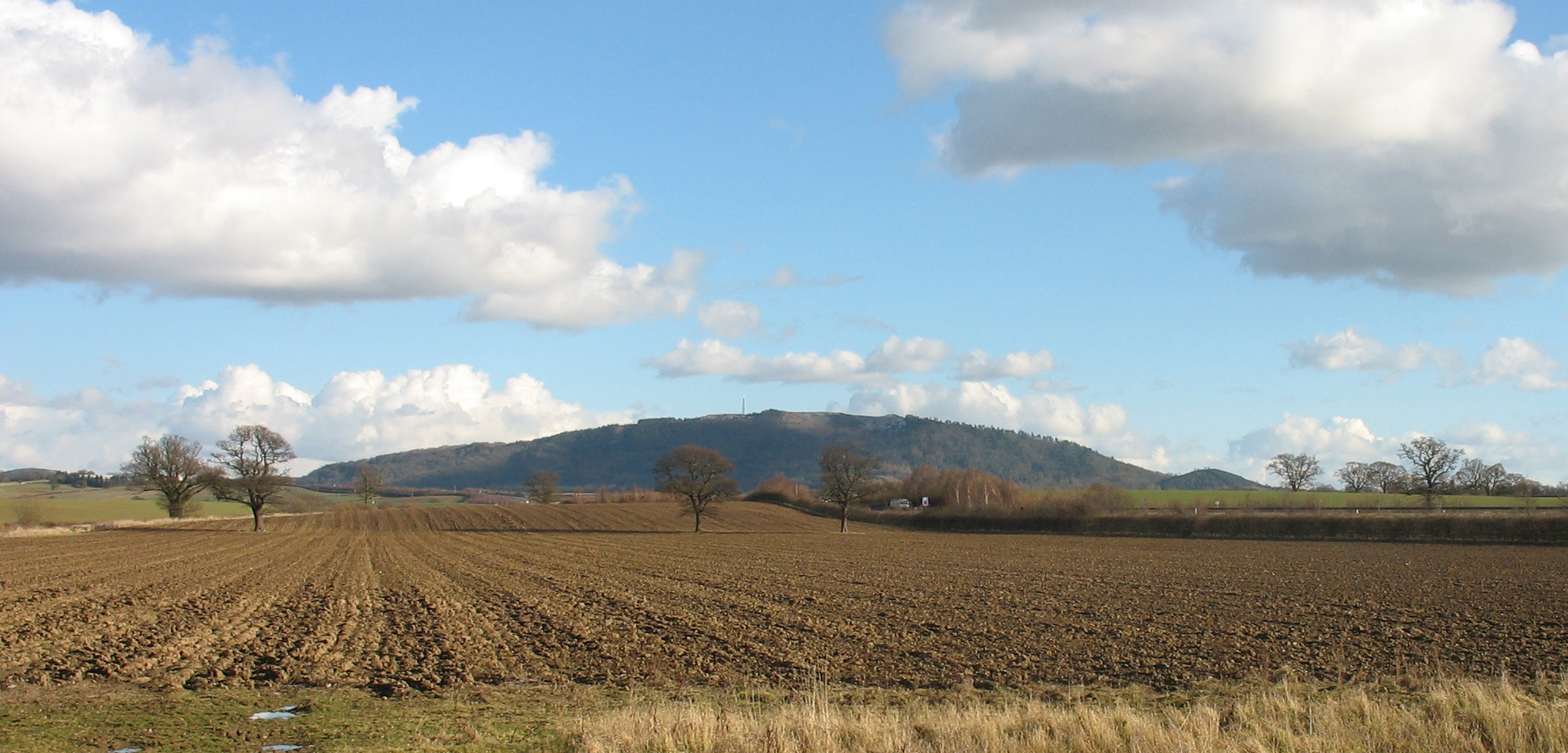
Le Wrekin est une caractéristique majeure située dans l'est du comté.

La ville nouvelle de Telford est construite en partie sur une ancienne zone industrielle centrée sur le bassin houiller de l'est du Shropshire ainsi que sur d'anciennes terres agricoles. On peut encore trouver des vieilles exploitations de charbon ainsi que des puits de mines. L'héritage industriel est une importante attraction touristique, comme on peut le voir par l'augmentation du nombre de musées autour d'Ironbridge, Coalbrookdale et Jackfield. Le musée de Blists Hill ainsi que des villages datant de l'ère victorienne sont des attractions majeures tout comme l'Ironbridge lui-même. De plus le train à vapeur de Telford roule depuis Horsehay.

### Shropshire du Sud
Le Shropshire du Sud est couvert de collines, les Shropshire Hills. Elles culminent à Brown Clee Hill, à 540 mètres d'altitude.

## Villes et villages
Le Shropshire a 22 villes moyennes dont 2 peuvent être considérées importantes bien qu'aucune ville ne soit de grande taille. Telford est la plus grande ville du comté avec 138 241 habitants, alors que le chef-lieu, Shrewsbury, a une plus petite population avec 70 560 habitants. Parmi les autres villes de population notable on peut citer Oswestry, Bridgnorth et Ludlow. La plupart des communautés peuvent être classées dans la catégorie village. Villes et villages se concentrent principalement le long d'une ligne centrale qui suit approximativement la route A5 /M54, les autres se concentrent autour des voies fluviales, comme Ironbridge sur la Severn, car ces voies étaient historiquement vitales pour le commerce.
|  | Villes (par population) : Telford (138 241) Shrewsbury (70 560) Wellington (20 430) Oswestry (15 613) Bridgnorth (12 212) Newport (10 814) Ludlow (10 500) Market Drayton (10 407) Whitchurch (8 907) Shifnal (7 094) Wem (5 142) Broseley (4 912) Church Stretton (4 186) Ellesmere (3 223) Much Wenlock (2 605) Craven Arms (2 289) Bishop's Castle (1 630) | Boroughs : 1 - Telford & Wrekin (UA) (161 600) 2 - Shrewsbury & Atcham (96 300) 3 - North Shropshire (59 100) 4 - Bridgnorth (52 200) 5 - South Shropshire (42 300) 6 - Oswestry (39 200) |

## Économie

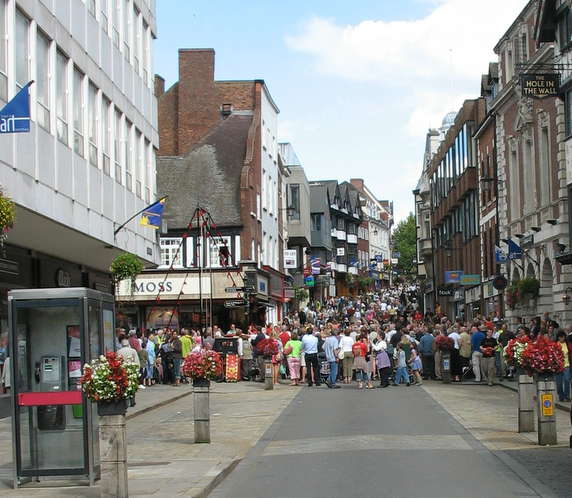
Le centre-ville de Shrewsbury a plusieurs centres commerciaux dont Darwin, Pride Hill et Riverside.

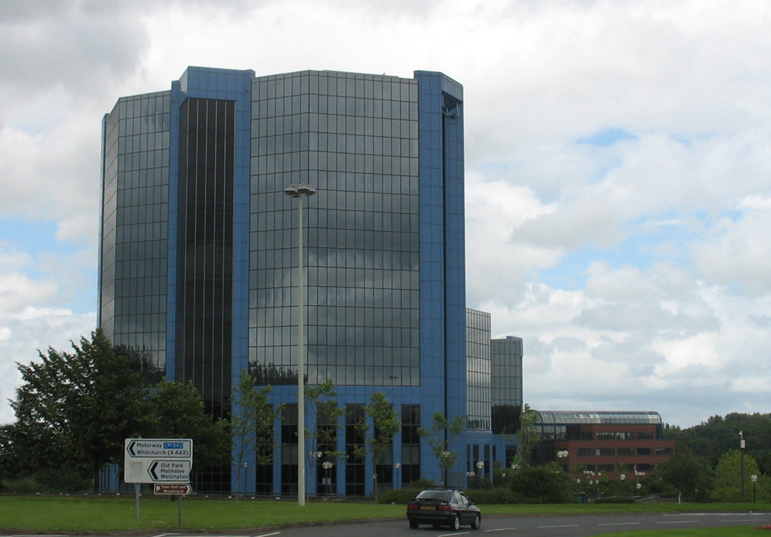
Telford Plaza dans le centre-ville de Telford.

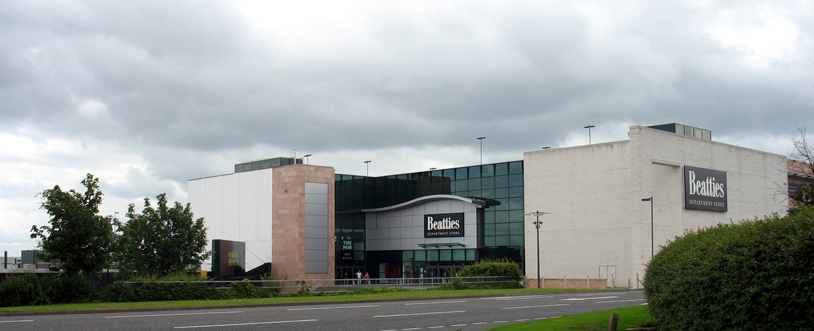
Le grand magasin Beatties a ouvert en in 2004 à l'extrémité ouest du Telford Shopping Centre.

L'économie du Shropshire était traditionnellement dominée par l'agriculture, toutefois l'économie s'est récemment orientée vers les services. Le chef-lieu Shrewsbury, la ville historique de Ludlow dominée par son château et le lieu de naissance de la révolution industrielle Ironbridge Gorge sont les plus importantes places touristiques du Shropshire, avec le réseau de canaux qui permet des croisières en péniche le long du Shropshire Union Canal et du réseau de canaux dans la région, bien que la beauté naturelle du comté amène des visiteurs dans tout le comté.
Les industries se concentrent à Telford, Oswestry, Whitchurch, Market Drayton et Shrewsbury; bien que d'autres complexes industriels puissent être trouvés dans des zones plus rurales telles que Church Stretton et Newport. Shrewsbury est en train de devenir un centre de distribution et d'entreposage, étant situé au centre du réseau routier régional. Dans Telford un nouveau complexe de fret ferroviaire est en train d'être construit à Donnington.
Telford et Shrewsbury sont les deux principaux centre commerciaux, avec des styles bien différents: Shrewsbury et son centre-ville historique contre Telford et ses galeries marchandes modernes. La situation de Shrewsbury, étant la seule ville d'importance pour ceux vivant dans la région de Powys (mid-Wales) aide à attirer un nombre considérable de chalands, notablement le samedi.
Parmi les grandes compagnies du Shropshire on trouve Müller Dairy (UK) Ltd) Market Drayton. La RAF a deux bases à Cosford et Shawbury. La PDSA (association caritative de protection des animaux) a son siège social à Priorslee à Telford.

### Statistiques
Ci-dessous se trouve la table de la valeur ajoutée brute pour la partie non métropolitaine du comté (sans Telford & Wrekin) publié (pp.240–253) par l'Office for National Statistics en million de livres sterling.
| Année | Regional Gross Value Added | Agriculture | Industrie | Services |
| ----- | -------------------------- | ----------- | --------- | -------- |
| 1995  | 2 388                      | 238         | 618       | 1,533    |
| 2000  | 2 977                      | 177         | 739       | 2,061    |
| 2003  | 3 577                      | 197         | 843       | 2,538    |

Avec les statistiques du borough de Telford & Wrekin ajoutées, le total pour le comté non-métropolitain devient :
| Année | Regional Gross Value Added | Agriculture | Industrie | Services |
| ----- | -------------------------- | ----------- | --------- | -------- |
| 1995  | 4,151                      | 266         | 1,483     | 2,403    |
| 2000  | 5,049                      | 197         | 1,512     | 3,340    |
| 2003  | 5,947                      | 218         | 1,693     | 4,038    |

## Politique

Résultats des élections 2001

Résultats des élections 2005 et 2010

Le Shropshire contient 5 circonscriptions, 4 qui revinrent aux conservateurs durant les élections générales de 2005 et une, Telford, qui redevint travailliste. Ceci est un grand changement comparé aux élections 2001 où le comté vota pour seulement un député conservateur, 3 travaillistes et un libéral démocrate à la chambre des communes (cf cartes sur la droite).
Les députés du Shropshire sont :
- Lucy Allan, conservateur, Telford
- Owen Paterson, conservateur, North Shropshire; couvrant le district du North Shropshire ainsi que le borough d'Owestry.
- Philip Dunne, conservateur, couvrant le South Shropshire ainsi que la majorité du district de Bridgnorth.
- Daniel Kawczynski, conservateur, Shrewsbury & Atcham
- Mark Pritchard, conservateur, couvrant Telford & Wrekin sauf Telford, et incluant une petite partie du district de Bridgnorth.

En 2005 il y a eu aussi une élection du chef de comté dans laquelle les conservateurs ont pris le pouvoir. L'autorité unitaire de Telford & Wrekin reste dans les mains des travaillistes. Étant un comté rural il y a un certain nombre d'élus indépendants dans les diverses assemblés du comté.
Les conservateurs ont gagné le contrôle complet du conseil de ville de Shrewsbury & Atcham durant les élections locales de mai 2006.
| Circonscription                                                          | 1992                 | 1997                            | 2001                            | 2005                  | 2010                  | 2015                  |
| ------------------------------------------------------------------------ | -------------------- | ------------------------------- | ------------------------------- | --------------------- | --------------------- | --------------------- |
| Ludlow                                                                   | Christopher Gill (C) | Christopher Gill (C)            | Matthew Green (LD)              | Philip Dunne (C)      | Philip Dunne (C)      | Philip Dunne (C)      |
| North Shropshire                                                         | John Biffen (C)      | Owen Paterson (C)               | Owen Paterson (C)               | Owen Paterson (C)     | Owen Paterson (C)     | Owen Paterson (C)     |
| Shrewsbury and Atcham                                                    | Derek Conway (C)     | Paul Marsden (L puis LD puis L) | Paul Marsden (L puis LD puis L) | Daniel Kawczynski (C) | Daniel Kawczynski (C) | Daniel Kawczynski (C) |
| Telford                                                                  | Bruce Grocott (L)    | Bruce Grocott (L)               | David Wright (L)                | David Wright (L)      | David Wright (L)      | Lucy Allan (C)        |
| The Wrekin                                                               | Bruce Grocott (L)    | Peter Bradley (L)               | Peter Bradley (L)               | Mark Pritchard (C)    | Mark Pritchard (C)    | Mark Pritchard (C)    |
| La circonscription de Telford a été détachée de celle du Wrekin en 1997. |                      |                                 |                                 |                       |                       |                       |

## Personnalités
- John Talbot (entre 1384 et 1390, Blechmore, Shropshire – 17 juillet 1453, Castillon-la-Bataille), baron Talbot, 1er comte de Shrewsbury et de Waterford, baron Furnival de jure uxoris, fut l'un des chefs anglais lors de la guerre de Cent Ans.
- Robert Clive "Clive of India"
- Abraham Darby industriel précoce
- Charles Darwin naturaliste éminent
- K. K. Downing, guitariste du groupe Judas Priest
- William Farr épidémiologiste et pionnier en bio-statistiques
- Chris Hawkins (de Loppington), présentateur radio, DJ, et "célébrité"
- George Jeffreys of Wem (célèbre juge)
- Adrian Jones, sculpteur de la Quadriga à Hyde Park Corner
- Stephen Marchant, ornithologue
- Len Murray, ancien directeur du TUC
- Mirabel Osler, auteure
- Wilfred Owen, grand poète de la Première Guerre mondiale
- Edith Pargeter (1913-1995), auteur
- Edmund Plowden (1518-1585), spécialiste légal et théoricien
- Sir Edmund Plowden (1590-1659), propriétaire, comte Palatin et gouverneur de la Nouvelle Albion
- Barbara Pym romancière
- Morris Telford auteur de A Salopian Odyssey, philosophe, voyageur et amateur de bingo.
- T'Pau, groupe pop des années 1980
- Sir Philip Sidney  personnage important sous le règne de la reine Élisabeth.
- Nathanael Tarporley ou Torperley, mathématicien, élève de François Viète et ami de Thomas Harriot.
- Mary Webb (1881-1927), auteure
- Matthew Webb, premier homme à traverser la  Manche à la nage.
- Billy Wright, Footballeur, capitaine des Wolves et de l'Angleterre
- Humphrey Kynaston (1474-1534) - Bandit de grand chemin
- John Mytton 'Mad Jack' Mytton, Regency rake, député, flambeur et écuyer.

## Le mouton Shropshire
Cette race ovine du même nom provient de cette région. : Shropshire (race ovine)

## Sport
- Shrewsbury Town Club de football
- AFC Telford United Club de football
- Hawkstone Park Motocross Circuit International Motocross Circuit
- Telford Tigers Club de Hockey sur glace
- Telford Raiders Club de Rugby
- Shropshire Revolution American Football Team